# Norwegische Fußballnationalmannschaft/Weltmeisterschaften
Der Artikel beinhaltet eine ausführliche Darstellung der norwegischen Fußballnationalmannschaft bei Weltmeisterschaften:

## Überblick
Norwegen nahm bisher dreimal an den WM-Endrunden teil und traf dabei immer auf Italien.
| Jahr | Gastgeberland  | Teilnahme bis …    | Letzte(r) Gegner        | Ergebnis | Trainer           | Bemerkungen und Besonderheiten |
| ---- | -------------- | ------------------ | ----------------------- | -------- | ----------------- | --- |
| 1930 | Uruguay        | nicht teilgenommen |                         |          |                   | |
| 1934 | Italien        | nicht teilgenommen |                         |          |                   | |
| 1938 | Frankreich     | Achtelfinale       | Italien                 | 12.      | Asbjørn Halvorsen | Niederlage in der Verlängerung |
| 1950 | Brasilien      | nicht teilgenommen |                         |          |                   | |
| 1954 | Schweiz        | nicht qualifiziert |                         |          |                   | In der Qualifikation am späteren Weltmeister Deutschland gescheitert                                                              |
| 1958 | Schweden       | nicht qualifiziert |                         |          |                   | In der Qualifikation an Vizeweltmeister Ungarn gescheitert                                                                        |
| 1962 | Chile          | nicht qualifiziert |                         |          |                   | In der Qualifikation an der UdSSR gescheitert                                                                                     |
| 1966 | England        | nicht qualifiziert |                         |          |                   | In der Qualifikation an Frankreich gescheitert                                                                                    |
| 1970 | Mexiko         | nicht qualifiziert |                         |          |                   | In der Qualifikation an Schweden gescheitert                                                                                      |
| 1974 | Deutschland    | nicht qualifiziert |                         |          |                   | In der Qualifikation an den Niederlanden gescheitert                                                                              |
| 1978 | Argentinien    | nicht qualifiziert |                         |          |                   | In der Qualifikation erneut an Schweden gescheitert                                                                               |
| 1982 | Spanien        | nicht qualifiziert |                         |          |                   | In der Qualifikation an Ungarn und England gescheitert                                                                            |
| 1986 | Mexiko         | nicht qualifiziert |                         |          |                   | In der Qualifikation an Dänemark und der UdSSR gescheitert                                                                        |
| 1990 | Italien        | nicht qualifiziert |                         |          |                   | In der Qualifikation an Jugoslawien und Schottland gescheitert                                                                    |
| 1994 | USA            | Vorrunde           | Mexiko, Italien, Irland | 17.      | Egil Olsen        | Gruppenletzter bei gleicher Punktzahl und gleicher Tordifferenz wie die drei Gruppengegner, aber der geringeren Anzahl von Toren. |
| 1998 | Frankreich     | Achtelfinale       | Italien                 | 15.      | Egil Olsen        | |
| 2002 | Südkorea/Japan | nicht qualifiziert |                         |          |                   | In der Qualifikation an Polen und der Ukraine gescheitert, die in den Play-offs ebenfalls scheiterte                              |
| 2006 | Deutschland    | nicht qualifiziert |                         |          |                   | In der Qualifikation in den Relegationsspielen der Gruppenzweiten an Tschechien gescheitert.                                      |
| 2010 | Südafrika      | nicht qualifiziert |                         |          |                   | In der Qualifikation an den Niederlanden gescheitert und als schlechtester Gruppenzweiter ausgeschieden.                          |
| 2014 | Brasilien      | nicht qualifiziert |                         |          |                   | In der Qualifikation traf Norwegen auf Albanien, Island, die Schweiz, Slowenien und Zypern                                        |
| 2018 | Russland       | nicht qualifiziert |                         |          |                   | In der im September 2016 begonnenen Qualifikation an Titelverteidiger Deutschland, und Nordirland gescheitert.                    |
| 2022 | Katar          |                    |                         |          |                   | In der Qualifikation an der Niederlande und der Türkei gescheitert                                                                |

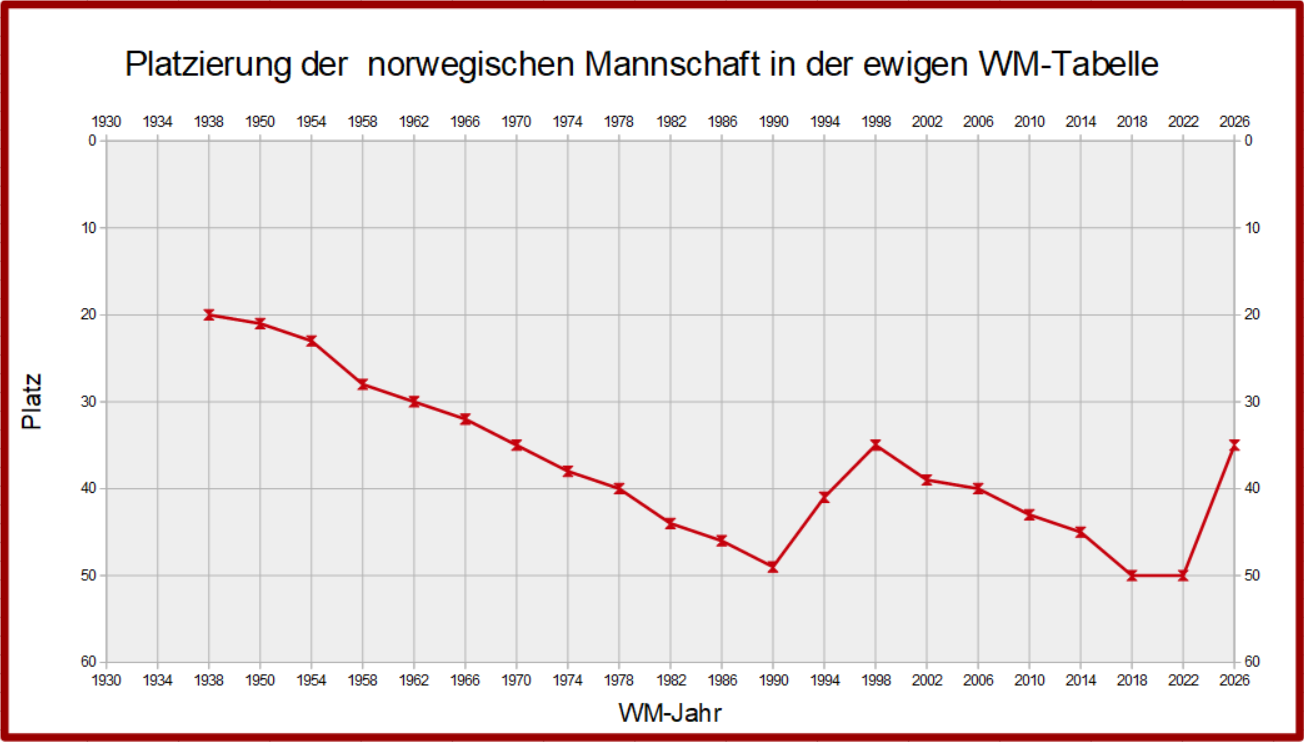
Platzierung der norwegischen Mannschaft in der ewigen WM-Tabelle

Statistik (Angaben inkl. 2022: 22 Weltmeisterschaften; Prozentangaben sind gerundet)
- Nicht teilgenommen: 3× (13,6 %; 1930, 1934 und 1950)
- Nicht qualifiziert: 16× (72,7 %; 1954, 1958, 1962, 1966, 1970, 1974, 1978, 1982, 1986, 1990, 2002, 2006, 2010, 2014, 2018 und 2022)
- Sportliche Qualifikation: 3× (13,6 % bzw. bei 17 % der Versuche)
  - Vorrunde: 1× (4,5 %; 1994)
  - Achtelfinale bzw. erste Runde: 2× (9 %; 1938 und 1998)

## WM-Turniere

### 1930 und 1934
Der Norges Fotballforbund wurde zwar bereits 1902 gegründet und 1908 in die FIFA aufgenommen, schickte auch eine Mannschaft zu den Olympischen Spielen 1912, wo die Mannschaft kampflos das Viertelfinale erreichte und dort ausschied, und 1920, wo man das Achtelfinale gewann, dann aber in den Spielen um Platz 2 und 3 in der ersten Runde Endstation war, aber an den ersten beiden WM-Turnieren nahmen die Norweger nicht teil.

### 1938 in Frankreich
Nachdem Norwegen bei den Olympischen Spielen 1936 überraschend Dritter geworden waren, wollten die Norweger auch erstmals an der WM teilnehmen. Für die erste WM in Frankreich musste sich Norwegen gegen Irland qualifizieren. Am 10. Oktober 1937 fand in Oslo das erste WM-Qualifikationsspiel statt und Norwegen gewann mit 3:2. Durch ein 3:3 in Dublin gelang die Qualifikation.
Bei der WM trafen die Norweger im Achtelfinale auf Titelverteidiger Italien und gerieten bereits nach drei Minuten in Rückstand. In der 83. Minute konnte aber Arne Brustad mit dem ersten WM-Tor für Norwegen ausgleichen und die Verlängerung erzwingen. In dieser gelang Silvio Piola bereits nach vier Minuten der Siegtreffer. Damit verabschiedete sich Norwegen für 56 Jahre von der WM-Bühne.

### 1950 in Brasilien
Norwegen hatte zwar bereits im August 1945 wieder mit dem Länderspielbetrieb begonnen und bis 1949 zahlreiche Spiele bestritten, an der zweiten WM in Südamerika nahmen die Norweger aber nicht teil.

### 1954 in der Schweiz
Für die Weltmeisterschaft 1954 in der Schweiz wollte sich Norwegen dann wieder qualifizieren und traf dabei auf die deutsche Nationalmannschaft, die erstmals nach dem Zweiten Weltkrieg wieder teilnehmen durfte, und das damals selbständige Saarland. Norwegen verlor das erste Spiel in Oslo gegen die Saarländer mit 2:3, erkämpfte dann gegen Deutschland ein 1:1 und auch in Saarbrücken ein 0:0, verlor dann aber in Hamburg mit 0:5. Damit war Norwegen ausgeschieden und Deutschland fuhr nach einem Sieg gegen das Saarland zur WM, wo die deutsche Mannschaft überraschend Weltmeister wurde.

### 1958 in Schweden
Für die Fußball-Weltmeisterschaft 1958 im Nachbarland Schweden konnte sich Norwegen wieder nicht qualifizieren. Diesmal waren der Vizeweltmeister Ungarn, der noch mit einigen Spielern der 1954er-Mannschaft antrat, obwohl ein Großteil der Spieler von 1954 nach dem Ungarischen Volksaufstand von 1956 das Land verlassen hatte, und Bulgarien stärker. Nach einem 1:2 im Heimspiel gegen die Bulgaren gelang zwar ein 2:1 in Oslo gegen Ungarn, aber die beiden Auswärtsspiele wurden hoch (0:7 – bis heute einer der beiden höchsten Siege der Bulgaren – und 0:5) verloren. Damit schied Norwegen als Gruppenletzter aus.

### 1962 in Chile
Noch schlechter verlief die Qualifikation für die Fußball-Weltmeisterschaft 1962. Gegen die UdSSR und die Türkei wurden alle Spiele verloren.

### 1966 in England
In der Qualifikation für die WM in England lief es dann etwas besser. Punktgleich mit Jugoslawien, aber der besseren Tordifferenz, wurde hinter Frankreich, gegen das zweimal mit 0:1 verloren wurde, und vor Luxemburg der zweite Platz belegt. Allerdings reichte dieser nicht, um die Endrunde zu erreichen.

### 1970 in Mexiko
In der Qualifikation für die erste WM in Mittelamerika war wieder Frankreich und zudem der skandinavische Nachbar Schweden der Gegner. Norwegen gewann zwar das erste Spiel in Frankreich, verlor dann aber die restlichen drei Spiele und schied als Gruppenletzter aus. Immerhin hatten sie mit dem Sieg in Frankreich den Schweden zur Qualifikation verholfen.

### 1974 in der Bundesrepublik Deutschland
Für die WM in Deutschland konnten sich die Norweger auch nicht qualifizieren. Gegen Belgien und den späteren Vizeweltmeister Niederlande um Johan Cruyff wurden alle Spiele verloren. Lediglich gegen Island gelangen zwei Siege, so dass am Ende nur Platz 3 in der Vierergruppe heraussprang.

### 1978 in Argentinien
Für die vierte WM in Südamerika musste sich Norwegen in einer Gruppe mit Schweden und der Schweiz auseinandersetzen. Norwegen gewann beide Heimspiele und verlor beide Auswärtsspiele. Dies reichte nur zu Platz 2, da der Nachbar beide Spiele gegen die Schweiz gewann.

### 1982 in Spanien
Für die WM auf der iberischen Halbinsel konnte sich Norwegen erneut nicht qualifizieren. In einer ausgeglichenen Gruppe mit Ungarn, England, Rumänien und der Schweiz belegte Norwegen nur den letzten Platz. Immerhin gelang am 9. September 1981 der erste Sieg in einem Pflichtspiel gegen England, wodurch die Engländer fast die Qualifikation verpasst hätten.

### 1986 in Mexiko
In der Qualifikation für die zweite WM in Mexiko waren Dänemark, die UdSSR, die Schweiz und Irland die Gegner. Die Norweger starteten mit einer 0:1-Heimniederlage gegen die Schweiz und kamen erst in ihrem vierten Spiel zum ersten und einzigen Sieg, einem 1:0 gegen Irland. Am Ende war es wieder nur der letzte Platz für die Norweger.

### 1990 in Italien
Die zweite WM in Italien verpasste Norwegen erneut. In der Qualifikation waren Jugoslawien, Schottland und Frankreich stärker. Lediglich gegen Zypern wurden beide Spiele gewonnen, wodurch diesmal der letzte Platz vermieden wurde.

### 1994 in den Vereinigten Staaten
Für die WM in den USA konnte sich Norwegen dann endlich wieder qualifizieren. In einer Sechsergruppe konnten die Norweger um Rune Bratseth, der 1988 und 1993 mit Werder Bremen Deutscher Fußball-Meister geworden war, als Gruppenerster zusammen mit den Niederlanden überraschend die Engländer ausschalten. Polen, die Türkei und San Marino hatten mit dem Ausgang nichts zu tun.
In den USA konnten die Norweger am 19. Juni 1994 erstmals ein WM-Spiel gewinnen: 1:0 gegen Mexiko. Im zweiten Gruppenspiel folgte eine 0:1-Niederlage gegen Italien und nach einem 0:0 gegen Irland hatten alle vier Mannschaften vier Punkte und eine ausgeglichene Tordifferenz. Die Norweger hatten aber die wenigsten Tore geschossen und schieden daher als bester Gruppenletzter aus, während die drei anderen Mannschaften die K.o.-Runde erreichten.

### 1998 in Frankreich
Auch für die zweite WM in Frankreich konnte sich Norwegen als Gruppenerster qualifizieren. Am Ende hatte die Mannschaft 8 Punkte Vorsprung vor Ungarn. Es folgten Finnland, die Schweiz und abgeschlagen Aserbaidschan, das im ersten Spiel überraschend die Schweiz schlagen konnte, ansonsten nur als Punktelieferant gedient hatte.
In Frankreich wurde im ersten Spiel ein 2:2 gegen Marokko erkämpft. Gegen Schottland folgte ein 1:1 und gegen Titelverteidiger Brasilien wurden den Norwegern wenig Chancen auf das Weiterkommen eingeräumt. Bis zur 78. Minute hielten die Norweger aber das 0:0, ehe Bebeto der Führungstreffer für den Rekordweltmeister gelang. Die Schlussphase verlief dann dramatisch: Zunächst konnte Tore André Flo in der 83. Minute ausgleichen. Damit lag Norwegen mit drei Punkten aber hinter Marokko, das im Parallelspiel gegen Schottland mit 2:0 führte, in der 84. Minute auf 3:0 erhöhte und vier Punkte hatte. In der 88. Minute erhielten die Norweger dann einen Strafstoß, den Kjetil Rekdal zum 2:1-Sieg verwandelte. Damit hatten die Norweger fünf Punkte und zogen an Marokko vorbei ins Achtelfinale. Dort trafen sie wieder einmal auf Vizeweltmeister Italien und gerieten bereits in der 18. Minute in Rückstand. Dabei blieb es und Norwegen musste sich für mindestens 24 Jahre von der WM-Bühne verabschieden.

### 2002 in Japan und Südkorea
In der Qualifikation für die erste WM in Asien knüpfte Norwegen dann wieder an alte Zeiten an. Polen, die Ukraine und Belarus waren stärker, nur Wales und Armenien wurden auf die Plätze verwiesen und nur die letzten beiden Spiele gegen Wales und Armenien wurden gewonnen.

### 2006 in Deutschland
Etwas besser verlief die Qualifikation für die zweite WM in Deutschland. Nur Italien lag als Gruppensieger vor Norwegen. Schottland, Slowenien, Belarus und Moldau wurden auf die Plätze verwiesen. Damit erreichte Norwegen die Play-off-Spiele der nicht direkt qualifizierten Gruppenzweiten. Gegner war Tschechien, aber beide Spiele in Oslo und Prag wurden mit 0:1 verloren und damit die Qualifikation verpasst.

### 2010 in Südafrika
Vier Jahre später reichte es dann nicht mal für die Play-off-Spiele der Gruppenzweiten. Zwar wurde wieder der zweite Platz belegt, diesmal hinter den Niederlanden, die sich mit 8 Siegen als erste europäische Mannschaft für die erste WM in Afrika qualifizierten, aber in der Gruppe mit Schottland, Mazedonien und Island wurden zu wenige Spiele gewonnen. Damit verpasste Norwegen als schlechtester Gruppenzweiter die Playoff-Spiele.

### 2014 in Brasilien
In die Qualifikation für die zweite WM in Brasilien ging Norwegen zwar als Favorit, da die Mannschaft zu der Zeit auf Platz 12 der FIFA-Weltrangliste stand, am Ende reichte es aber nur zu Platz 4 hinter der Schweiz, Island und Slowenien, die vor der Qualifikation schwächer eingestuft waren. Lediglich Albanien und Zypern standen am Ende hinter Norwegen.

### 2018 in Russland
In der im September 2016 begonnenen Qualifikation traf Norwegen, das seit 2013 von Per-Mathias Høgmo trainiert wurde, der die norwegischen Frauen zum Olympiasieg 2000 geführt hatte, auf Titelverteidiger Deutschland, Tschechien, Nordirland, Aserbaidschan und San Marino. Aserbaidschan war auch Gegner in der Qualifikation für die EM 2016 und war erstmals Gegner in der WM-Qualifikation 1998. Mit drei Siegen und einem Remis war die Bilanz vor der Qualifikation positiv. Gegen Deutschland konnte dagegen in zuvor 20 Spielen nur zweimal gewonnen werden, allerdings ging das letzte Spiel am 11. Februar 2009 gegen eine hochkarätig besetzte deutsche Mannschaft zugunsten der Norweger aus. Das letzte Pflichtspiel zwischen beiden gab es in der Qualifikation für die WM 1954, wonach Deutschland erstmals Weltmeister wurde. Beide bestritten am 4. September 2016 das erste Spiel der Gruppe und die Norweger verloren daheim mit 0:3. Nordirland war zuvor achtmal Gegner der Norweger und Norwegen gewann siebenmal, verlor dagegen nur einmal. In einer WM-Qualifikation trafen beide noch nie aufeinander. Gegen San Marino gab es erst zwei Spiele, beide in der Qualifikation für die WM 1994 wurden von Norwegen gewonnen. Gegen Tschechien gab es in sechs Spielen erst einen Sieg, bei zwei Remis und drei Niederlagen, davon zwei 0:1-Niederlagen in der WM-Qualifikation 2006.
Nach der Auftaktniederlage gegen Deutschland verloren die Norweger auch in Aserbaidschan und damit erstmals gegen die Aserbaidschaner. Zwar konnte dann gegen San Marino mit 4:1 gewonnen werden, nach einem 1:2 gegen Tschechien wurde Høgmo aber im November 2016 entlassen. Seinen Posten übernahm der Schwede Lars Lagerbäck, der zuvor Island erstmals zu einer EM-Endrunde geführt hatte und dort England im Achtelfinale ausschalten konnte. Das erste Qualifikationsspiel unter seiner Leitung verloren die Norweger aber im März 2017 mit 0:2 gegen Nordirland. Nach einem 1:1 im Heimspiel gegen Tschechien und einem 2:0-Heimsieg gegen Aserbaidschan verloren sie aber beim Titelverteidiger mit 0:6 und hatten damit vor den letzten beiden Spielen keine Chance mehr sich für die Endrunde zu qualifizieren. Sie gewannen dann zwar noch in San Marino mit 8:0 und daheim gegen Nordirland mit 1:0, das hatte aber nur noch statistischen Wert.

### 2022 in Katar
In der Qualifikation waren die Niederlande, die Türkei, Montenegro, Lettland und Gibraltar die Gegner. Gegen die Niederländer gab es in zuvor 20 Spielen fünf Siege, sechs Remis und neun Niederlagen. Den letzten Sieg gab es in der Qualifikation für die WM 1994, wodurch die Norweger Gruppensieger wurden. Beide konnten sich aber für die WM qualifizieren. Danach scheiterten die Norweger zweimal in Qualifikationen an den Niederländern. Die Türken waren zuvor neunmal Gegner der Norweger. Drei Siegen standen zwei Remis und vier Niederlagen gegenüber, zuletzt in der Qualifikation für die EM 2008. Gegen die Letten gab es zuvor je einen Sieg und eine Niederlage in der Qualifikation für die EM 2000, dem letzten Turnier an dem die Norweger teilnehmen konnten. Auch gegen Montenegro gab es zuvor einen Sieg und ein Remis, allerdings in Freundschaftsspielen. Gibraltar war erstmals Gegner in der Qualifikation.
Die Norweger starteten mit einem 3:0 in Gibraltar, verloren dann aber mit dem gleichen Ergebnis gegen die Türkei in Málaga, wo sie aufgrund der wegen COVID-19-Pandemie zeitweise geltenden Einreiseregeln in Norwegen spielen mussten. In Montenegro konnten sie mit 1:0 gewinnen und in Oslo ein 1:1 gegen die Niederländer erreichen. Nach Siegen in Lettland und gegen Gibraltar erreichten sie in der Türkei ein 1:1. Nach einem 2:0 gegen Montenegro war das torlose Remis gegen Lettland zwar ein Dämpfer, aber mit einem Sieg im letzten Spiel in den Niederlanden hätten die Norweger noch mindestens Gruppenzweite werden können. Da sie aber mit 0:2 verloren und die Türken parallel dazu in Montenegro gewannen, wurden sie Dritte und die Niederländer Gruppensieger. Weil Norwegen in der UEFA Nations League 2020/21 in ihrer Gruppe nur Zweite waren, können sie sich auch nicht über die Playoffs qualifizieren.

### 2026 in Kanada, Mexiko und USA
In der Qualifikation treffen die Norweger ab März 2025 auf Italien, Israel, Estland und die Republik Moldau, gegen die die Norweger die Qualifikation mit einem 5:0-Auswärtssieg begannen.

## Spieler

### Rangliste der norwegischen WM-Spieler mit den meisten Einsätzen
01. Henning Berg, Stig Inge Bjørnebye und Kjetil Rekdal – 7 bei 2 Turnieren
04. Erik Mykland und Øyvind Leonhardsen – 6 bei 2 Turnieren

### Rangliste der norwegischen WM-Spieler mit den meisten Toren
01. Kjetil Rekdal – 2 Tore
02. Arne Brustad, Dan Eggen, Håvard Flo und Tore André Flo – 1 Tor

### WM-Kapitäne
- 1938: Nils Eriksen
- 1994: Rune Bratseth
- 1998: Frode Grodås

### Bei Weltmeisterschaften gesperrte Spieler
- 1994: Alf-Inge Haaland erhielten im zweiten Gruppenspiel die zweite Gelbe Karte und war für das letzte Gruppenspiel gesperrt.
- 1998: Erik Mykland und Kjetil Rekdal erhielten im Achtelfinale die zweite Gelbe Karte, da Norwegen ausschied, hatten diese keinen Effekt.

### Anteil der im Ausland spielenden Spieler im WM-Kader
Bei der ersten Teilnahme wurde nur ein Legionär berufen, aber nicht eingesetzt. Bei den beiden weiteren Teilnahmen bildeten Legionäre den Hauptteil der Mannschaft, überwiegend in England spielende Spieler.
| Jahr (Spiele) | Anzahl (Länder)                                                                                       | Spieler (Einsätze) |
| ------------- | --- | --- |
| 1938 (1)      | 1 (Schweden)                                                                                          | Sverre Nordby (0) |
| 1994 (3)      | 14 (1 in Belgien, 1 in Dänemark, 1 in Deutschland, 9 in England, 1 in der Schweiz, 1 in der Türkei)   | Kjetil Rekdal (3); Dan Eggen (0), Rune Bratseth (3); Henning Berg (3), Lars Bohinen (3), Jan Åge Fjørtoft (2), Jostein Flo (3), Gunnar Halle (2), Alf-Inge Haaland (2), Erland Johnsen (1), Roger Nilsen (0), Erik Thorstvedt (3); Mini Jakobsen (3); Gøran Sørloth (1)                                                                    |
| 1998 (4)      | 17 (2 in Deutschland, 1 in Dänemark, 11 in England, 1 in Griechenland, 1 in Österreich, 1 in Spanien) | Håvard Flo (4), Kjetil Rekdal (4); Ståle Solbakken (3); Espen Baardsen (0), Henning Berg (4), Stig Inge Bjørnebye (4), Tore André Flo (4), Frode Grodås (4), Gunnar Halle (1), Ronny Johnsen (4), Øyvind Leonhardsen (3), Thomas Myhre (0), Egil Østenstad (1), Ole Gunnar Solskjær (3); Erik Mykland (3); Vidar Riseth (4); Dan Eggen (4) |

## Spiele
Die Norweger bestritten bisher acht WM-Spiele. Davon wurden zwei gewonnen, drei verloren (alle gegen Italien) und drei endeten remis. Ein Spiel musste verlängert werden, da ein Sieger ermittelt werden musste, und wurde in der Verlängerung verloren.
Die Norweger nahmen nie am Eröffnungsspiel teil und spielten nie gegen den Gastgeber.
Die Norweger verloren einmal (1938) gegen den späteren Weltmeister.
1938 und 1998 spielten die Norweger gegen den Titelverteidiger, verloren dabei das erste und gewannen das zweite Spiel.
Die Norweger trafen nie auf WM-Neulinge. Häufigster Gegner ist Italien, gegen das jedes Mal gespielt und immer verloren wurde, aber immer mit nur einem Tor Differenz (1:2 n.V und zweimal 0:1). Alle anderen Spiele sind einmalig. Kein Sieg und keine Niederlage sind die höchsten gegen den jeweiligen Gegner.
| Alle WM-Spiele |            |                    |           |              |   |                       |                                  |
| Nr.            | Datum      | Gegner             | Ergebnis  | Anlass       |   | Austragungsort        | Bemerkungen                      |
| 1              | 05.06.1938 | Königreich Italien | 1:2 n. V. | Achtelfinale | * | Marseille (FRA)       |                                  |
| 2              | 19.06.1994 | Mexiko             | 1:0       | Vorrunde     | * | Washington (USA)      |                                  |
| 3              | 23.06.1994 | Italien            | 0:1       | Vorrunde     | * | East Rutherford (USA) |                                  |
| 4              | 28.06.1994 | Irland             | 0:0       | Vorrunde     | * | East Rutherford (USA) |                                  |
| 5              | 10.06.1998 | Marokko            | 2:2       | Vorrunde     | * | Montpellier (FRA)     | Erstes Länderspiel gegen Marokko |
| 6              | 16.06.1998 | Schottland         | 1:1       | Vorrunde     | * | Bordeaux (FRA)        |                                  |
| 7              | 23.06.1998 | Brasilien          | 2:1       | Vorrunde     | * | Marseille (FRA)       |                                  |
| 8              | 27.06.1998 | Italien            | 0:1       | Achtelfinale | * | Marseille (FRA)       |                                  |

## Besonderheiten
- Norwegen war 1938 die erste und bis 2002 einzige Mannschaft, die ihr erstes Spiel gegen den Titelverteidiger bestritt.